# Exèrcit de Llevant (Segona República Espanyola)

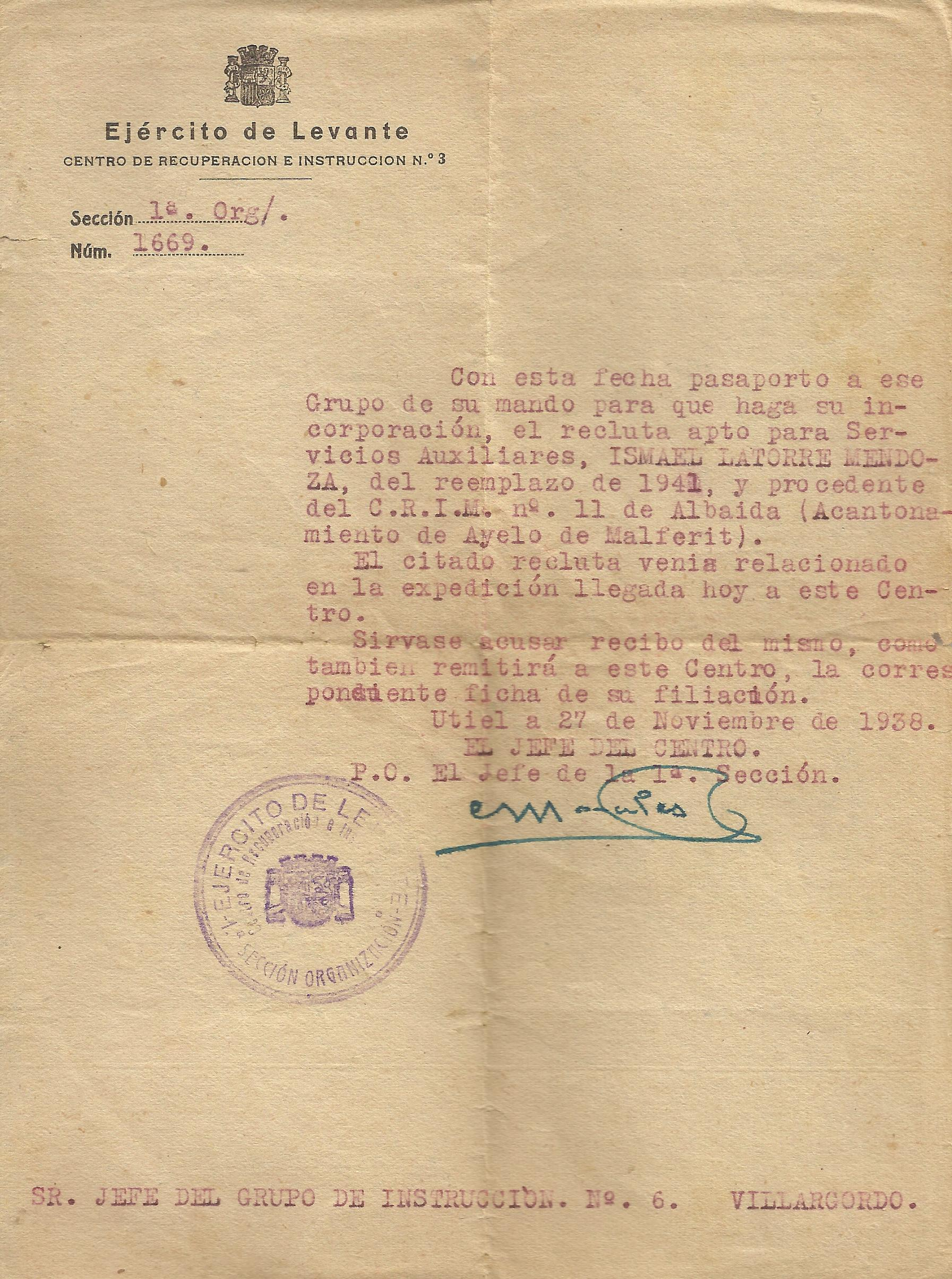
Document de l'Exèrcit de Llevant, a Utiel, 27-11-1938. Incorporació d'Ismael Latorre Mendoza

L'Exèrcit de Llevant va ser una unitat de l'Exèrcit Popular de la República que va operar durant la Guerra Civil Espanyola. Sota la seva jurisdicció es trobaven les forces republicanes desplegades originalment en el front de Terol i, posteriorment, en el front de Llevant. Va tenir un paper rellevant durant la batalla de Terol i durant la campanya del Llevant.

## Historial
L'Exèrcit de Llevant va ser creat el 19 d'agost de 1937 a partir dels cossos d'exèrcit XIII i XIX, que van passar a integrar-se en aquest. El coronel Juan Hernández Saravia va assumir el comandament de la nova formació. Les línies de l'Exèrcit de Llevant anaven des de Rillo fins a la Serra de Calomarde i Frías de Albarracín, cobrint diversos sectors del front de Terol.
Al desembre de 1937 l'Exèrcit de Llevant va quedar a càrrec de l'ofensiva republicana a Terol, que aconseguiria conquistar la capital terolenca després d'una intensa lluita. Això li va valer a Hernández Saravia l'ascens a general. No obstant això, aquesta victòria inicial acabaria transformant-se en derrota amb la contraofensiva franquista, que va recuperar la ciutat terolenca.
A partir d'abril de 1938 va haver de fer front a l'ofensiva franquista en el front de Llevant, que pretenia conquistar València. També en aquesta data la formació va ser assignada a l'acabat de constituir Grup d'Exèrcits de la Regió Central (GERC), sota el comandament suprem del general José Miaja Menant. Al juny de 1938 l'Exèrcit de Llevant va absorbir a les forces de l'Exèrcit de Maniobra. A partir d'aquest moment la unitat va comptar amb cinc cossos d'exèrcit en línia, i un altre més en reserva. A més, el coronel Leopoldo Menéndez López va assumir el comandament de la unitat, en substitució d'Hernández Saravia.
La lluita en el front de Llevant va ser molt intensa entre els mesos d'abril i juliol de 1938. Castelló de la Plana va caure en mans franquistes el 14 de juny, la qual cosa va deixar a les forces de Franco a uns 80 quilòmetres de València. En aquell moment fins a sis cossos d'exèrcit pertanyents a l'Exèrcit de Llevant es trobaven en línia, protegits per les defenses de la línia XYZ. Els combats en Llevant van arribar a clímas entre els dies 18 i 23 de juliol, durant els quals els atacants franquistes van sofrir nombroses baixes. L'ofensiva empresa més al nord per l'Exèrcit de l'Ebre va detenir tots els atacs franquistes.
L'Exèrcit de Llevant es va autodissoldre a la fi de març de 1939, coincidint amb el final de la guerra.

## Comandaments
Comandants
- coronel d'artilleria Juan Hernández Saravia;[10]
- coronel d'infanteria Leopoldo Menéndez López;[11]

Comissaris
- Tomás Mora Sáenz, del PSOE;[12]
- Francisco Ortega, del PCE;[13]
- José Ignacio Mantecón, d'IR;[14]

Caps d'Estat Major
- tinent coronel Eduardo Sáenz de Aranaz;[15][16]
- tinent coronel Federico de la Iglesia Navarro;[17]